# The Russell Girl
The Russell Girl is een Amerikaanse televisiefilm uit 2008.

## Verhaal
Sarah Russell is een jongedame afkomstig van het platteland die naar Chicago verhuisde en daar werkt als inkoper voor een warenhuis in afwachting van toelating tot de medische faculteit van de Northwestern-universiteit. Dan krijgt ze echter te horen aan leukemie te lijden en Sarah besluit terug te keren naar haar geboortedorp en een tijd bij haar ouders te logeren.
Voor ze naar Chicago trok is echter een heftig ongeluk gebeurd bij de overburen waar ze nog niet overheen is, en de overbuurvrouw evenmin, want zij schuwt haar als de pest. Ze komt ook haar ex-vriend opnieuw tegen, maar heeft geen zin in zijn avances. Met al die spanningen in de lucht komt ze ook niet eraan toe thuis te vertellen dat ze kanker heeft.
Zes jaar geleden ging Sarah oppassen op de twee zonen en de pasgeboren dochter van de overburen. Terwijl ze de twee ruziënde broers uit elkaar probeerde te halen, rolde de babystoel van het meisje van de keldertrap, waarbij de baby, Jennifer, tragisch om het leven kwam. Sarah voelde zich schuldig en vluchtte weg terwijl de buurvrouw, Lorraine Morrissey, zich in zichzelf terugtrok.
Nu Sarah terug is, probeert ze aarzelend contact te maken met de buurvrouw, maar zij moet daar niets van weten. Als Sarah weer eens bij de buurvrouw langsgaat, komt het tot een confrontatie tussen beide. De buurman komt echter tussenbeide en zet hen met beide benen terug op de grond door te zeggen dat het een spijtig ongeluk was waaraan niemand schuld heeft.
De vijandigheid ebt weg en intussen laat Sarahs ziekte meer en meer van zich weten. Buurvrouw Lorraine merkt op dat ze ziek is en Sarah vertelt haar als eerste dat ze leukemie heeft. Die eist dat ze haar ouders inlicht, zodat zij: "niet moeten doormaken wat zij heeft doorgemaakt", en aldus geschied. Sarah acht zichzelf echter nog steeds schuldig aan de dood van de baby en vindt daarom dat ze de ziekte verdiend heeft. Iedereen probeert haar dat uit het hoofd te praten en ten slotte gaan ze met haar naar Chicago om aan de behandeling te beginnen.

## Rolbezetting
| Acteur                      | Personage          | Opmerkingen          |
| --------------------------- | ------------------ | -------------------- |
| Amber Tamblyn               | Sarah Russell      | Protagonist          |
| Tim DeKay                   | Tim Russell        | Sarahs vader         |
| Mary Elizabeth Mastrantonio | Gayle Russell      | Sarahs moeder        |
| Daniel Clark                | Daniel Russell     | Sarahs jongere broer |
| Jennifer Ehle               | Lorainne Morrissey | Overbuurvrouw        |
| Henry Czerny                | Howard Morrissey   | Overbuurman          |
| Ben Lewis                   | Jon Morrissey      | Overbuurjongen       |
| Max Morrow                  | Rick Morrissey     | Overbuurjongen       |
| Paul Wesley                 | Evan Carroll       | Sarahs ex-vriend     |
| Richard Fitzpatrick         | Ray Carroll        | Evans vader          |
| Richard Leacock             | dokter Gordon      | Sarahs dokter        |